# Sophia Lillis

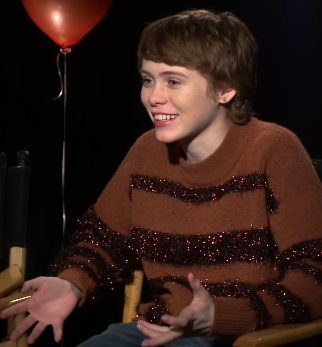

Sophia Lillis (New York, 13 februari 2002) is een Amerikaanse actrice. Ze is onder andere bekend van de horrorfilm It (2017) en haar rol in de Netflixserie I Am Not Okay with This (2020).
Een van haar eerste rollen was in The Lipstick Stain (2013). Nadat ze in 2017 had gespeeld in It, koos ze voor een carrière als actrice. In 2019 speelde ze de hoofdrol Nancy in Nancy Drew and the Hidden Staircase. Een jaar later verscheen ze als Sydney Novak in de serie I Am Not Okay with This.

## Filmografie
- The Lipstick Stain (2013) - Addie; kortfilm
- A Midsummer Night's Dream (2014) - Brutale scholier
- 37 (2016) - Debbie Bernstein
- IT (2017) - Beverly Marsh
- Nancy Drew and the Hidden Staircase (2019) - Nancy Drew
- IT: Chapter Two (2019) - Jonge Beverly Marsh
- Uncle Frank (2020) - Beth
- Gretel & Hansel (2020) - Grietje
- Dungeons & Dragons: Honor among Thieves (2023) - Doric
- Asteroid City (2023) - Shelly

### Televisie
- Sia: Santa's Coming for Us (2017); videoclip
- Sharp Objects (2018) - Jonge Camille; miniserie
- I Am Not Okay with This (2020) - Sydney Novak; Netflix